# Брестовска тврђава
Брестовска тврђава се налази у предграђу града Бреста у Белорусији, на ушћу реке Мухавец у Западни Буг.

## Изградња и изглед тврђаве
Изградња тврђаве је почела 1833. године, по плану инжењера Долована (још из 1799. године) а разрадили су га инжењери К. И. Оперман, Малецкиј и Фелдман. На месту где је требало изградити тврђаву налазили су се земљани бункери. Изградња тврђаве је почела 1. јуна 1836. године. Основни делови тврђаве били су завршени 26. априла 1842. године. Тврђава се састојала од једног великог централног утврђења-цитаделе и три мања утврђења чија је површина износила 4 квадратна километра. Од 1864—1888. тврђава је по нацрту Едуарда Ивановића Тотлебена, модернизована. Тврђава је опасана бедемима у кругу од 32 км, а 1876. године у оквиру тврђаве је изграђен и храм Светог Николе. Године 1913. почели су да се изводе радови на проширењу тврђаве, али су они били прекинути због избијања Првог светског рата.

## Тврђава на почетку ХХ века
На почетку Првог светског рата после повлачења руске армије, тврђаву је у августу 1915. године освојила немачка војска. У овој тврђави је 3. марта 1918. године потписан Брест-Литовски мир између Русије и Немачке. Након тога је тврђава била у рукама Немаца све до краја рата, а затим је после Версајског мира тврђава припала Пољацима. Током рата између СССР-а и Пољске који је трајао од 1920—1921. тврђава је на кратко време била под управом Руса. Миром у Риги 1921. године окончан је овај рат, а Брестовска тврђава је остала у саставу Пољске.
СССР је 17. септембра 1939. извршио инвазију на Пољску према договору са нацистичком Немачком, самим тим и Брестовска тврђава је потпала под Совјетску власт. Приликом нацистичке инавазије на СССР (план Барбароса) Брестовска тврђава се нашла међу првима на удару. Совјети су пружали жесток отпор Немцима од 23. јуна до 23. јула када је тврђава пала због исцрпљености совјетских војника и несташице воде. Сви војници који су бранили Брестовску тврђаву су погинули, укључујући и команданте тврђаве. У бици за Брестовску тврђаву нацисти су изгубили 5% снага које су учествовале у инвазији на СССР.
Брестовска тврђава је 8. маја 1965. године добила статус „Град-херој“, а од 1971. године тврђава је меморијални комплекс.